# Toponímia do Brasil
A toponímia do Brasil é o conjunto de topônimos mais utilizados no Brasil, e demonstra claramente o modo de ocupação da terra a partir do descobrimento e do início da colonização. Nomes em tupi-guarani usados pelos ameríndios sobreviveram aos nomes de personagens sacros (hierotopônimos), aos nomes clássicos e antropônimos utilizados pelos europeus que lá aportaram e que completando um antropofágico ideal, voltaram a usar o idioma nativo para nomear a terra. Ocupado de leste para oeste, do litoral para o sertão, acompanhando primeiro os rios e depois as estradas de ferro ou rodagem, o processo é ainda historicamente recente e pode ser estudado em detalhes.

## Origens por língua

### Topônimos tupi-guaranis
Existem dois tipos: os utilizados pelos próprios indígenas (Guarujá, Aracaju) e que sobreviveram, e os modernos, numa utilização tardia do idioma tupi-guarani. Desde que José de Alencar colocou sua índia idealizada a suspirar a volta do navio com seu amado (Praia de Iracema, Fortaleza, Ceará), muitos eruditos utilizaram termos ameríndios para nomear localidades, como em Umuarama, literalmente lugar bom para unir amigos, criação de Silveira Bueno.

## Origens por tema

### Literatura clássica
Já o próprio nome do país, Brasil, que vem de cor de brasa, vermelho, e por extensão é usado como metáfora do pôr do sol com o sentido de do lado oeste, existia na literatura medieval do ciclo do Graal (cf. Parzival) e em algumas lendas celtas da Irlanda. Amazonas, Brasília, Belo Horizonte são referências às línguas e a cultura clássica europeias aproveitadas como topônimos.

### Hierotopônimos
O uso de nomes sagrados como topônimos tem intima relação com a filiação à Igreja Católica de ampla parcela da população. Desde os primeiros navegadores que chegaram ao país, é comum o hábito de consultar o santo do dia para nomear a localidade ou acidente geográfico, atribuído à fé (cabo de São Roque, cabo de Santo Agostinho, rio São Francisco, baía de Todos-os-Santos, São Vicente).
Menos conhecido é o fato de a autorização de erigir uma capela, dada pela autoridade eclesiástica mais próxima, servir, no tempo colonial, como prova de ocupação de uma gleba de terra, tornando-se indiretamente, um título de propriedade precário, mas à falta de outro, eficiente em testemunhar a posse (Freguesia do Ó).
Modernamente têm aparecido hierotopônimos referentes a outras religiões, notadamente as afro-brasileiras (Gantois, Candeal).

## Estatísticas
Segundo um estudo desenvolvido por Théry e Mello, os topônimos mais utilizados para nomear municípios brasileiros são os hierotopônimos. As palavras "são", "santo", e "santa" são as mais presentes nos nomes, explicado pela tradição católica de se dar a nova localidade o nome do santo festejado no dia de sua fundação.
Em segundo lugar encontramos termos referentes ao meio natural, fato perfeitamente compreensível considerando-se que no momento de se nomear um povoamento fundado numa região até então inabitada, é normal referir-se aos únicos elementos visíveis naquele momento (campos, lagoa, rio, monte, colina, mata etc).
Outro grupo de nomes bastante comuns no Brasil refere-se aos pontos cardeais, que aparecem frequentemente ao final dos nomes dos municípios. O "sul" é o mais comum, seguido por "oeste" e "norte". O termo "leste" é pouco frequente, o que pode ser explicado pela colonização do país ter se dado rumo ao oeste.
A categoria de municípios precedidos do termo "novo" ou "nova" é a quarta mais comum, indicando a criação de um outro município homônima a outra já existente.

### Termos mais frequentes
| Topônimos             | Número de municípios | Categoria          | Total da categoria |
| --------------------- | -------------------- | ------------------ | ------------------ |
| - são - santa - santo | 579                  | religioso          | 800                |
| rio                   | 94                   | elemento ambiental | 590                |
| - nova - novo         | 187                  | qualificativos     | 495                |
| José                  | 69                   | nomes de pessoas   | 413                |
| sul                   | 109                  | pontos cardeais    | 204                |
| presidente            | 27                   | títulos/cargos     | 85                 |

### Homônimos perfeitos
Para o nome de certas e nobres localidades constarem na tabela abaixo, eles têm que ser idênticos, não podendo haver acréscimo de locuções adverbiais de lugar, por exemplo: de Goiás, do Norte, do Sul, nesta pesquisa foi apenas considerado os identicamente perfeitos. Sendo assim, apenas as localidades de Alto Paraíso, no Paraná, e Alto Paraíso, em Rondônia, constam na tabela por terem seus nomes idênticos, sem a presença de Alto Paraíso de Goiás, que leva locução adverbial de lugar ("de Goiás") em seu nome.
| Localidade     | Unidade federativa  | Unidade federativa | Unidade federativa |
| -------------- | ------------------- | ------------------ | ------------------ |
| Água Boa       | Mato Grosso         | Minas Gerais       | -                  |
| Água Branca    | Alagoas             | Paraíba            | Piauí              |
| Alagoinha      | Paraíba             | Pernambuco         | -                  |
| Alto Alegre    | Rio Grande do Sul   | Roraima            | São Paulo          |
| Alto Paraíso   | Paraná              | Rondônia           | -                  |
| Alvorada       | Rio Grande do Sul   | Tocantins          | -                  |
| Amparo         | Paraíba             | São Paulo          | -                  |
| Anchieta       | Espírito Santo      | Santa Catarina     | -                  |
| Antônio Carlos | Minas Gerais        | Santa Catarina     | -                  |
| Aparecida      | Paraíba             | São Paulo          | -                  |
| Araguanã       | Maranhão            | Tocantins          | -                  |
| Araruna        | Paraíba             | Paraná             | -                  |
| Areia Branca   | Rio Grande do Norte | Sergipe            | -                  |
| Atalaia        | Alagoas             | Paraná             | -                  |
| Aurora         | Ceará               | Santa Catarina     | -                  |